# Bucketheadland Blueprints
Bucketheadland Blueprints è un demo del chitarrista statunitense Buckethead, pubblicato nel 1991 dalla Toystore.

## Descrizione
Registrato nel corso del 1991, contiene le primissime versioni dei brani interpretati in Bucketheadland, come anche altri brani che non sono mai stati inseriti nello stesso album di debutto.
Nell'agosto 2007 il demo fu ripubblicato in formato CD dalla TDRS Music in due versioni: una versione limitata a 500 copie che presentava una copertina personalizzata a mano da Buckethead stesso e un'altra non limitata e senza personalizzazioni.

## Tracce
Musiche di Buckethead.
1. Blueprints Theme – 2:24
2. Giant Robot VS Cleopat – 6:46
3. Wonka in Slaughter Zone – 1:55
4. Gorey Head Stump & Nosin' – 1:24
5. Computer Master – 1:34
6. Chicken for Lunch – 1:30
7. Sterling Scapula – 1:35
8. Seaside – 2:51
9. Lets Go to Wally World – 4:36
10. Robot Flight – 2:20
11. Earthling Fools – 2:37
12. Guts & Eyeballs – 0:57
13. Haunted Farm – 3:11
14. The Rack & Alice in Slaughterland – 2:34
15. Skids Looking Where – 3:12
16. Buddy on a Slab & Funeral Time – 2:09
17. Decapitation – 4:18
18. Virtual Reality (2nd Version) – 1:24
19. Giant Robot Finale – 0:41
20. Robotic Chickens – 1:54
21. Intro a Park Theme – 4:26
22. Swamp Boy Square Dance – 5:04
23. Pirate's Life for Me – 1:01